# Jaume Bauzà Far
Jaume Bauzá Far (Palma, 1881-1936) Polític mallorquí, destacat militant del PSOE. El 1906 amb Antoni Marroig fou un dels fundadors de les Joventuts Socialistes. A finals dels anys 20 esdevindria secretari de la UGT (1929-1934), i amb l'adveniment de la República seria regidor de l'Ajuntament de Palma amb el Front Únic Antimonàrquic. Fou un dels principals dirigents socialistes d'aquella època, i com a tal fou detingut i probablement assassinat al cementiri de Porreres durant la Guerra Civil espanyola.